# 陆仲亨

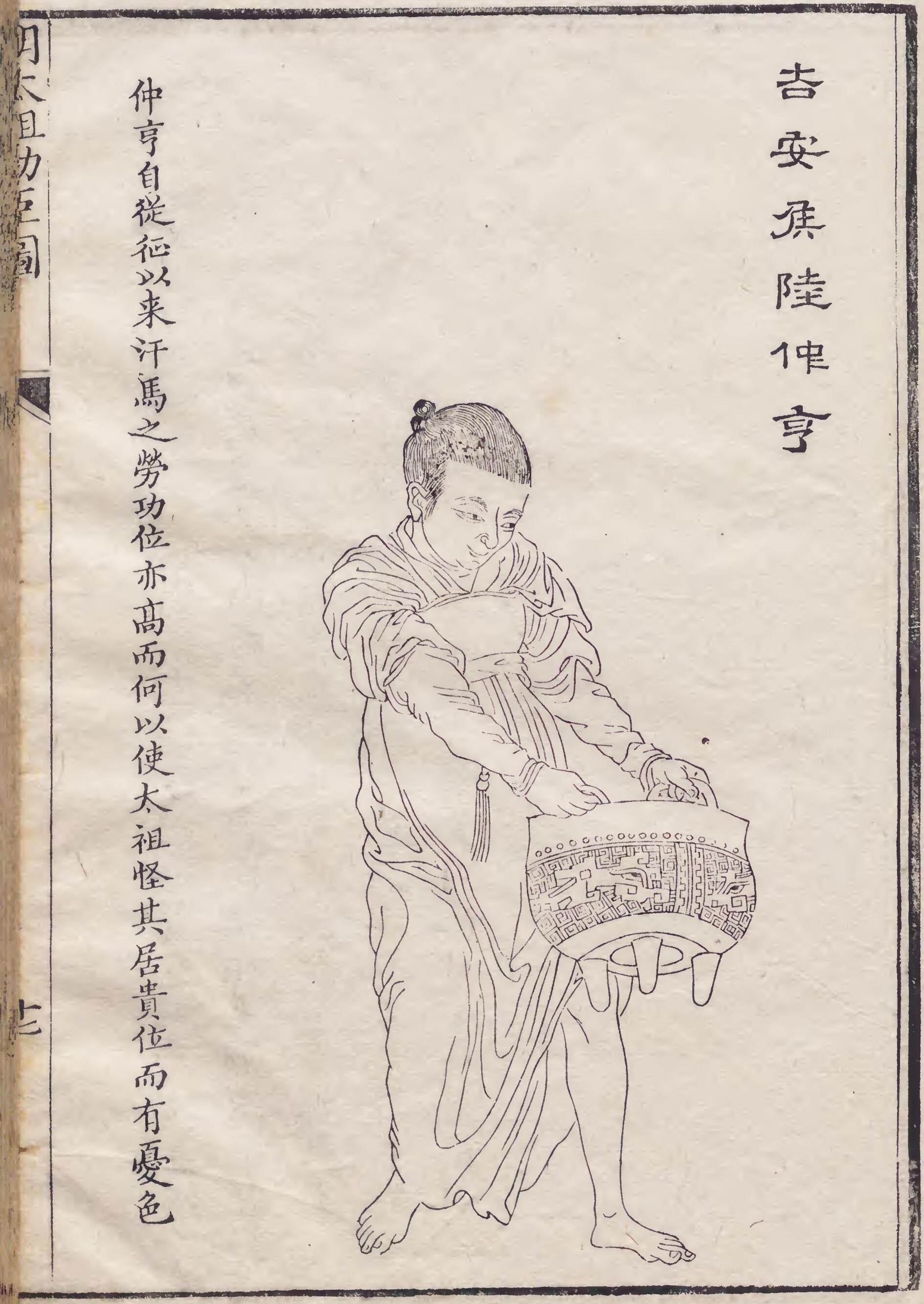
陸仲亨

陸仲亨（14世纪？—1390年），元末明初濠州（今安徽凤阳）人。明開國大將。

## 生平
早年為亂兵所掠，父母俱亡，参加朱元璋军，渡長江，攻克太平（今安徽当涂），定集庆（今江苏南京），授左翼统军元帅。出征陳友諒時，以功进骠骑卫指挥使。
洪武元年（1368年），率军攻广东，升江西行省平章。改同知都督府事。
洪武三年（1370年）冬，封吉安侯。朱元璋嘗曰：「此我初起時腹心股肱也。」從陝西回京，用四匹馬拉車，為太祖所忌，罰代縣拘捕盜賊。
洪武十二年，與周德興、黃彬等從湯和練兵臨清。後移镇成都，討平巨津州叛蠻。又從傅友德討平烏撒諸蠻。
洪武二十三年，陸仲亨的家奴封帖木告發陸仲亨與唐勝宗、費聚、趙庸三名侯爵，曾串通胡惟庸「共謀不軌」。被殺，籍其家。